# Baojun 510

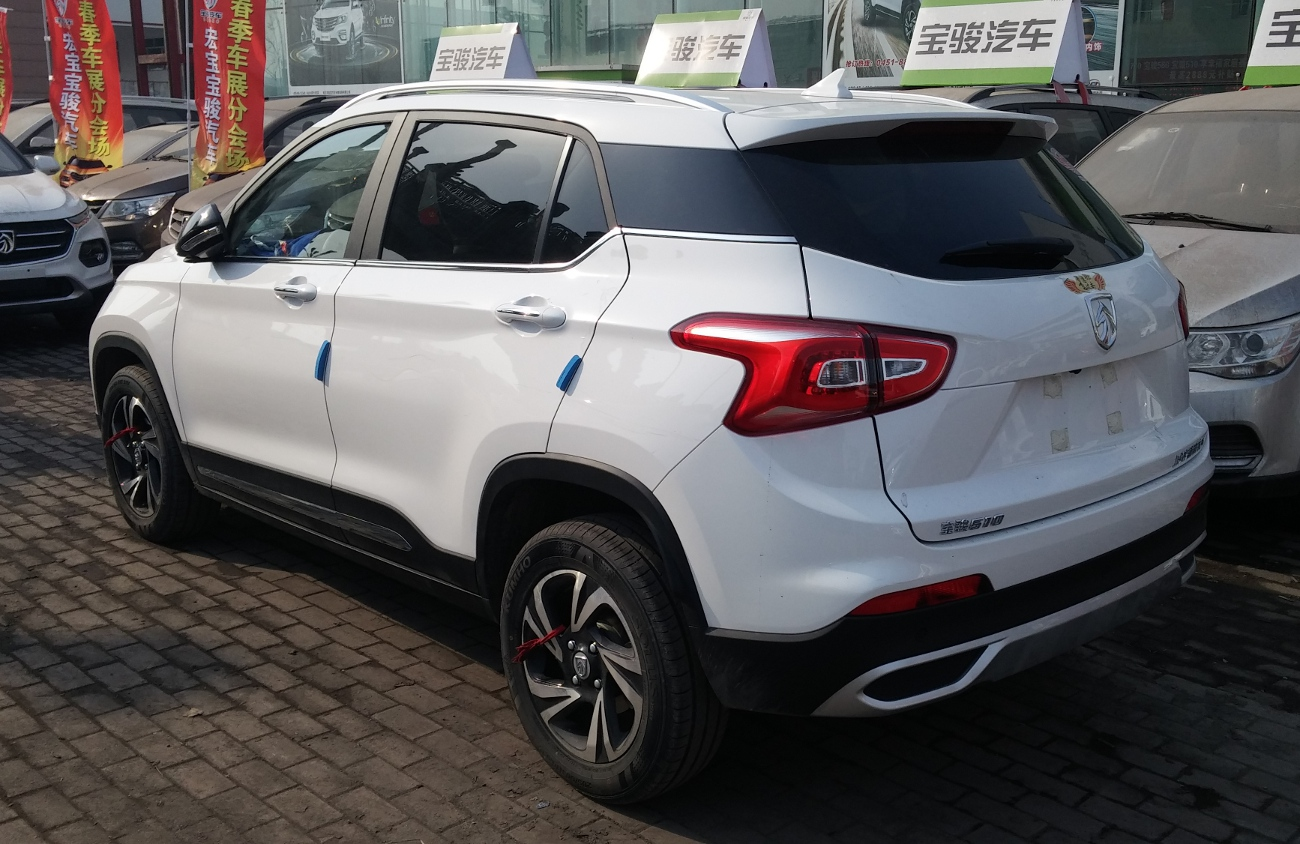
Heckansicht

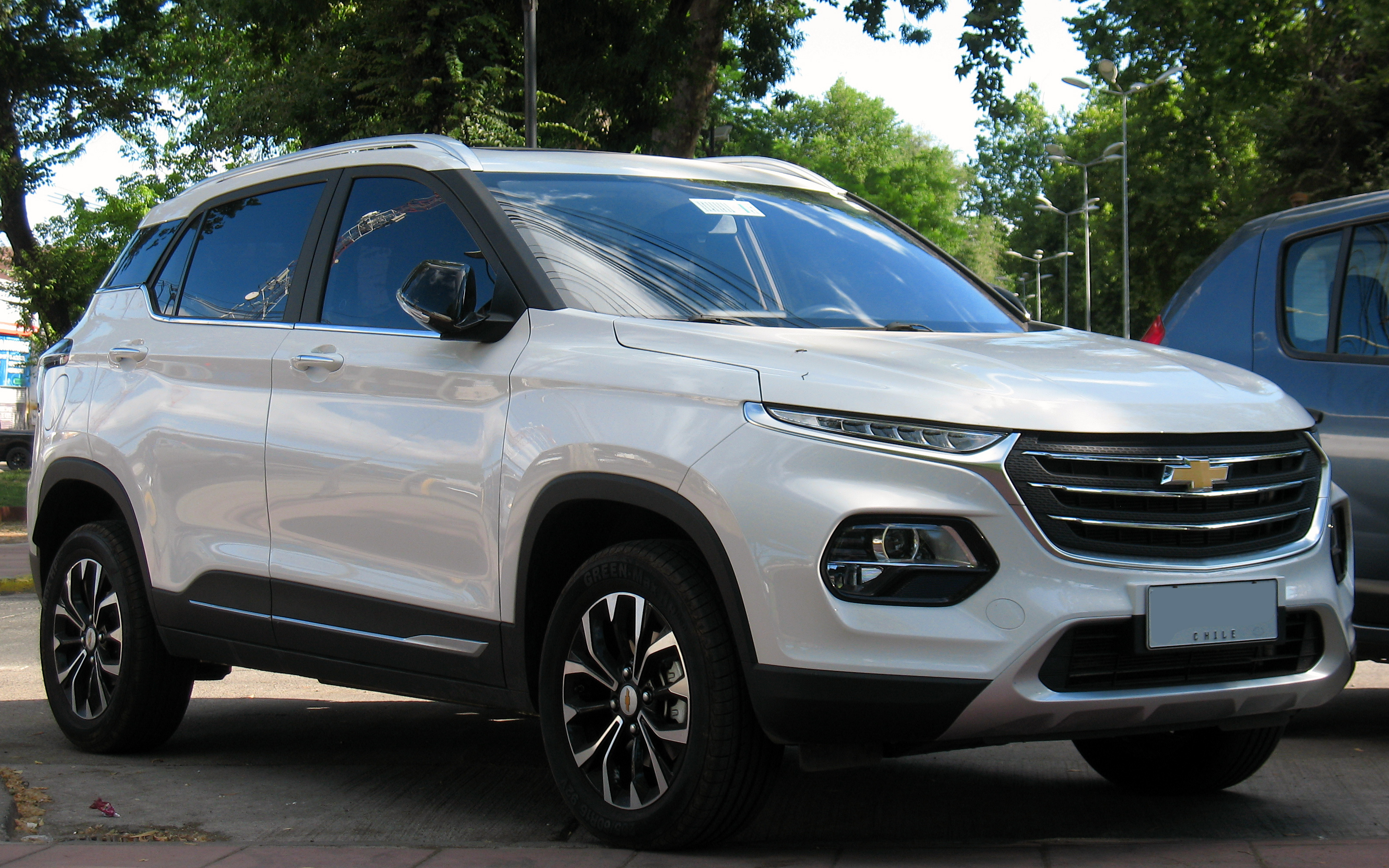
Chevrolet Groove (seit 2020)

Der Baojun 510 ist ein zwischen 2017 und 2023 gebautes Crossover-SUV der zum chinesischen Automobilhersteller SAIC GM Wuling gehörenden Marke Baojun.

## Geschichte
Vorgestellt wurde das Fahrzeug im November 2016 auf der Guangzhou Auto Show. In China wurde es ab Februar 2017 verkauft. Auf anderen Märkten war es nicht erhältlich.
Unter anderem für den südamerikanischen Markt bestimmt ist der 2020 auf Basis des 510 vorgestellte Chevrolet Groove.

## Sicherheit
Beim 2017 durchgeführten C-NCAP-Crashtest erhielt das Fahrzeug eine Gesamtwertung von vier aus fünf möglichen Sternen.

## Technische Daten
Angetrieben wird der Baojun 510 von einem 1,5-Liter-Ottomotor mit einer maximalen Leistung von 82 kW (111 PS). Zum Marktstart stand ausschließlich ein 6-Gang-Schaltgetriebe zur Verfügung. Ab September 2017 war auch ein 5-Stufen-Automatikgetriebe erhältlich. Da Allradantrieb für das Crossover-SUV nicht verfügbar war, haben alle Varianten Vorderradantrieb. Mit der Umstellung des Antriebs auf die Abgasnorm China VI leistet der Motor ab Juli 2019 nur noch 77 kW (105 PS).
|                                            | 1.5                      | 1.5                       | 1.5                          |
| ------------------------------------------ | ------------------------ | ------------------------- | ---------------------------- |
| Bauzeitraum                                | 2020–2023                | 2019–2023                 | 2017–2019                    |
| Motorkenndaten                             |                          |                           |                              |
| Motorart                                   | Ottomotor                | Ottomotor                 | Ottomotor                    |
| Motorbauart                                | Reihen-Vierzylindermotor | Reihen-Vierzylindermotor  | Reihen-Vierzylindermotor     |
| Anzahl Ventile pro Zylinder                | 4                        | 4                         | 4                            |
| Ventilsteuerung                            | DOHC                     | DOHC                      | DOHC                         |
| Motoraufladung                             | —                        | —                         | —                            |
| Gemischaufbereitung                        | Saugrohreinspritzung     | Saugrohreinspritzung      | Saugrohreinspritzung         |
| Hubraum                                    | 1485 cm³                 | 1485 cm³                  | 1485 cm³                     |
| max. Leistung bei min−1                    | 73 kW (99 PS) / 5800     | 77 kW (105 PS) / 5600     | 82 kW (111 PS) / 5800        |
| max. Drehmoment bei min−1                  | 143 Nm / 3400–4400       | 135 Nm / 3600–5200        | 147 Nm / 3600–4000           |
| Kraftübertragung                           |                          |                           |                              |
| Antrieb, serienmäßig                       | Vorderradantrieb         | Vorderradantrieb          | Vorderradantrieb             |
| Getriebe, serienmäßig                      | 6-Gang-Schaltgetriebe    | 6-Gang-Schaltgetriebe     | 6-Gang-Schaltgetriebe        |
| Getriebe, optional                         | —                        | (Stufenloses Getriebe)    | (5-Stufen-Automatikgetriebe) |
| Messwerte                                  |                          |                           |                              |
| Höchstgeschwindigkeit                      | 160 km/h                 | 170 km/h (160 km/h)       | k. A.                        |
| Beschleunigung, 0–100 km/h                 | k. A.                    | k. A.                     | 12,0 s (k. A.)               |
| Kraftstoffverbrauch auf 100 km, kombiniert | 6,4 l Super              | 6,2 l Super (6,6 l Super) | 6,3 l Super (6,5 l Super)    |
| Tankinhalt                                 | 45 l                     | 45 l                      | 45 l                         |

Werte in runden Klammern gelten für Modelle mit optionalem Getriebe.